# Cryosophila kalbreyeri
Espèce
Synonymes
- Acanthorrhiza kalbreyeri Dammer ex Burret[1]
- Cryosophila kalbreyeri subsp. bartlettii R. Evans[1]

Statut de conservation UICN

 NT  : Quasi menacé
Cryosophila kalbreyeri est une espèce de plantes de la famille des Arecaceae.

## Liste des sous-espèces
Selon Catalogue of Life (9 avril 2019) :
- sous-espèce Cryosophila kalbreyeri subsp. cogolloi
- sous-espèce Cryosophila kalbreyeri subsp. kalbreyeri

Selon World Checklist of Selected Plant Families (WCSP) (9 avril 2019) :
- sous-espèce Cryosophila kalbreyeri subsp. cogolloi R.J.Evans (1995)
- sous-espèce Cryosophila kalbreyeri subsp. kalbreyeri

Selon Tropicos (9 avril 2019) (Attention liste brute contenant possiblement des synonymes) :
- sous-espèce Cryosophila kalbreyeri subsp. bartlettii R. Evans
- sous-espèce Cryosophila kalbreyeri subsp. cogolloi R. Evans
- sous-espèce Cryosophila kalbreyeri subsp. kalbreyeri

## Publication originale
- Publications of the Field Museum of Natural History, Botanical Series 14: 134. 1936. (30 Apr 1936)